# Liên đoàn Ô tô Quốc tế
Liên đoàn Ô tô Quốc tế (tiếng Pháp: Fédération Internationale de l'Automobile) là một hiệp hội được thành lập vào ngày 20 tháng 6 năm 1904 để đại diện cho lợi ích của các tổ chức xe ô tô và người sử dụng xe ô tô. Đối với công chúng, FIA hầu hết được biết đến như là cơ quan chủ quản cho nhiều sự kiện đua xe hơi, chẳng hạn như Giải Công thức 1 nổi tiếng. FIA cũng thúc đẩy các biện pháp an toàn giao thông đường bộ trên toàn thế giới.
Trụ sở của nó nằm tại số 8 Place de la Concorde (Quảng trường Concorde), Paris, Pháp. FIA bao gồm 246 tổ chức thành viên tại 145 quốc gia trên toàn thế giới. Chủ tịch hiện tại của nó là Jean Todt.
FIA thường được biết đến với tên tiếng Pháp hoặc tên viết tắt, ngay cả ở các quốc gia không nói tiếng Pháp, nhưng đôi khi nó cũng được gọi là Liên đoàn Ô tô Quốc tế.
Vai trò nổi bật nhất của nó là cấp phép và xử phạt các giải đua xe ô tô Công thức 1 và nhiều hình thức đua xe thể thao và đua xe du lịch. FIA cùng với Fédération Internationale de Motocyclisme (FIM), nó cũng là cơ quan chứng nhận các kỷ lục về tốc độ trên mặt đất. Ủy ban Olympic quốc tế đã công nhận tạm thời liên đoàn này vào năm 2011 và được công nhận chính thức toàn bộ vào năm 2013.

## Lịch sử

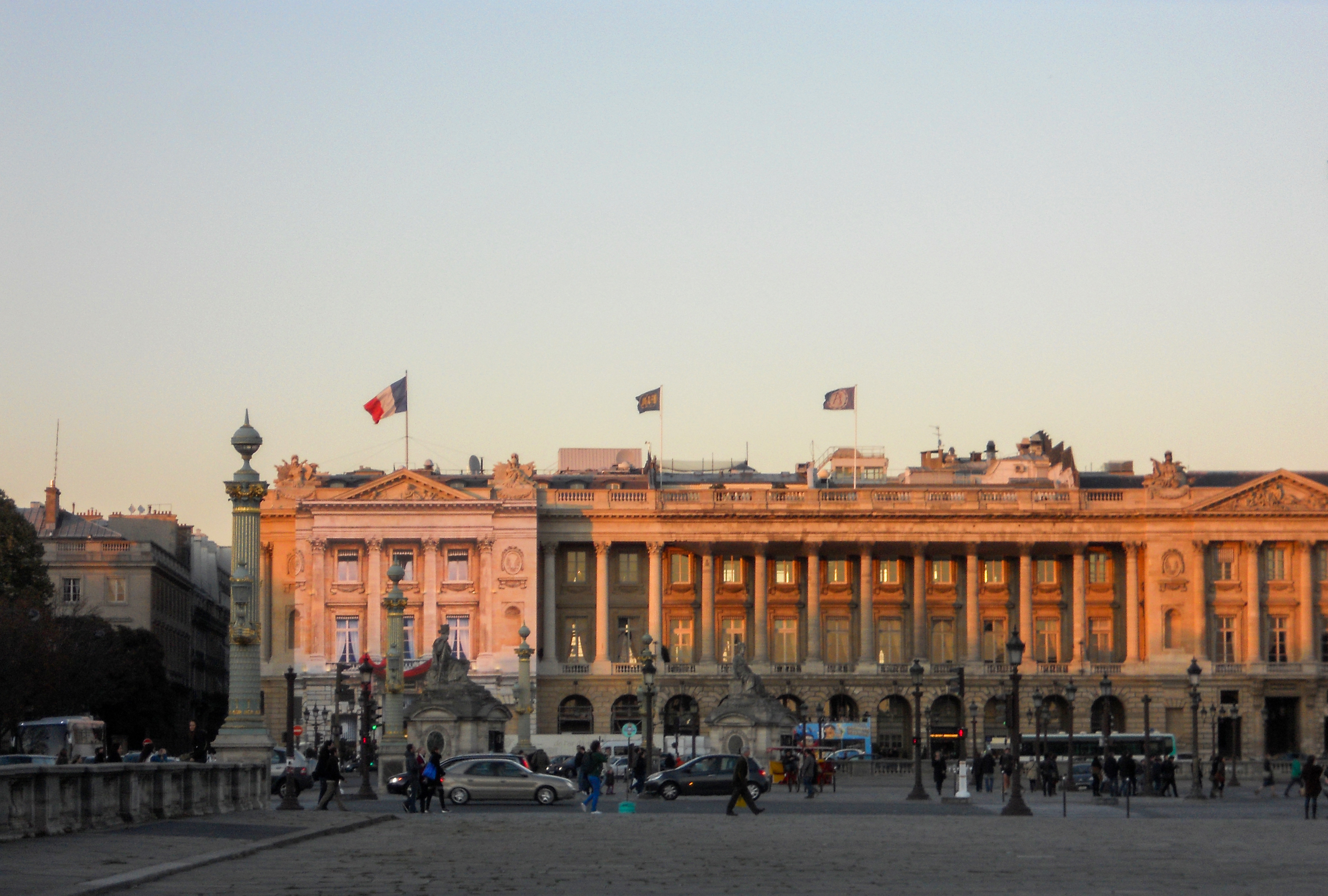
Trụ sở của FIA tại Quảng trường Concorde, Paris

Hiệp hội các câu lạc bộ ô tô công nhận quốc tế (tiếng Pháp: Association Internationale des Automobile Clubs Reconnus, AIACR) được thành lập tại Paris vào ngày 20 tháng 6 năm 1904, là một hiệp hội câu lạc bộ ô tô quốc gia. Hiệp hội được tạo ra để đại diện cho lợi ích của người sử dụng xe, cũng như giám sát quá trình phát triển bộ môn thể thao xe đua quốc tế. Năm 1922, AIACR đã ủy quyền tổ chức đua xe ô tô cho Ủy ban Thể thao Quốc tế (CSI), nơi sẽ đặt ra các quy định cho giải đua xe ô tô quốc tế Grand Prix. Giải vô địch đua xe châu Âu đã được giới thiệu vào năm 1931, một danh hiệu được trao cho tay đua có kết quả tốt nhất trong các giải Grand Prix được chọn ra. Sau khi được tiếp tục lại sau gián đoạn do Chiến tranh thế giới thứ hai, AIACR được đổi tên thành Fédération Internationale de l'Automobile. FIA đã thành lập một số hạng mục đua xe mới, trong đó có giải đua xe Công thức 1 và 2, và tạo ra Giải vô địch đua xe Thế giới đầu tiên, Giải vô địch thế giới Công thức 1, vào năm 1950.

## Chủ tịch
| Association Internationale des Automobile Clubs Reconnus: - Étienne van Zuylen van Nyevelt 1904–1931 - Robert de Vogüé 1931–1936 - Jehan de Rohan-Chabot 1936–1946 | Fédération Internationale de l'Automobile: - Jehan de Rohan-Chabot 1946–1958 - Hadelin de Liedekerke-Beaufort 1958–1963 - Filippo Caracciolo di Castagneto 1963–1965 - Wilfred Andrews 1965–1971 | - Amaury de Merode 1971–1975 - Paul Alfons von Metternich-Winneburg 1975–1985 - Jean-Marie Balestre 1985–1993 - Max Mosley 1993–2009 - Jean Todt 2009–hiện tại |

## Chỉ trích
Năm 2007 và 2008, FIA đã bị chỉ trích về hai vấn đề. Cuộc tranh cãi về gián điệp trong giải Công thức 1 năm 2007 liên quan đến các cáo buộc chống lại McLaren, đội đua bị buộc tội ăn cắp bí mật công nghệ từ Ferrari. Nhận xét về cách FIA xử lý tình huống này, Martin Brundle đã viết một chuyên mục trên tờ Sunday Times với tựa đề "Witch-hunt threatens to spoil world title race", trong đó ông cáo buộc FIA là một kẻ săn phù thủy chống lại McLaren. Hội đồng Thể thao Ô tô Thế giới đã trả lời bằng cách đưa ra một bài viết chống lại tờ Sunday Times, cáo buộc tờ báo phỉ báng. Brundle đã trả lời bằng cách nói rằng "Tôi có quyền được ý kiến" và cho rằng bài viết này là một "dấu hiệu cảnh báo cho các nhà báo khác".
Năm 2008, các cáo buộc nổi lên rằng Chủ tịch FIA, Max Mosley, có liên quan đến một hành vi tình dục tai tiếng. Sau quyết định vào tháng 6 năm 2008 của FIA về việc tiếp tục giữ Max Mosley làm chủ tịch, chi nhánh FIA của Đức, ADAC (cơ quan vận động lớn nhất châu Âu), đã tuyên bố: "Chúng tôi rất tiếc nuối và nghi ngờ về quyết định của Đại hội đồng FIA tại Paris, về việc xác nhận Max Mosley tiếp tục tại chức chủ tịch FIA". Điều này làm đóng băng tất cả các hoạt động của tổ chức này ở Đức với FIA ở Paris cho đến khi Max Mosley rời nhiệm sở.